# Nyssa sylvatica
Nyssa sylvatica là một loài thực vật có hoa trong họ Cornaceae. Loài này được Marshall miêu tả khoa học đầu tiên năm 1785.

Nyssa sylvatica
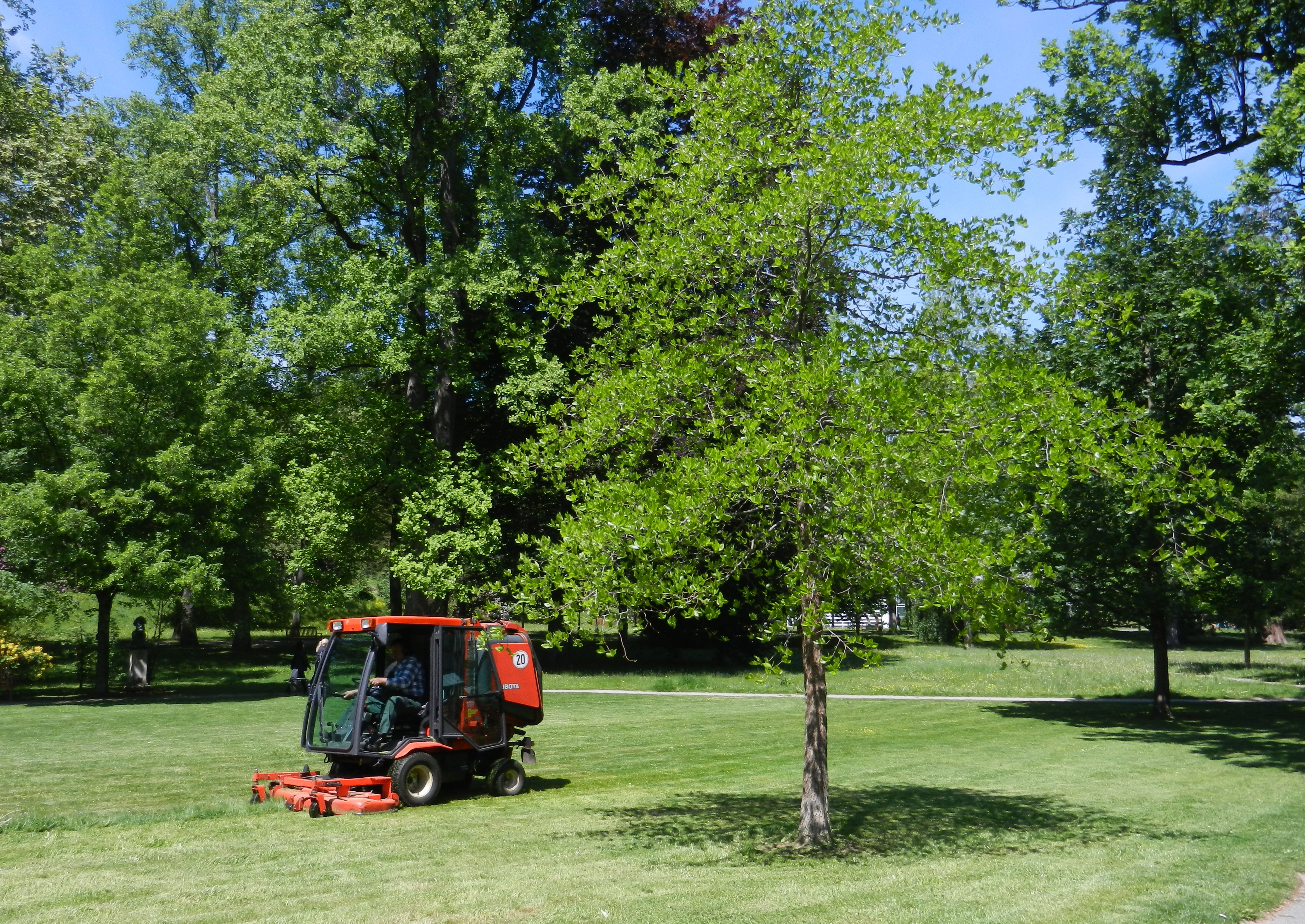
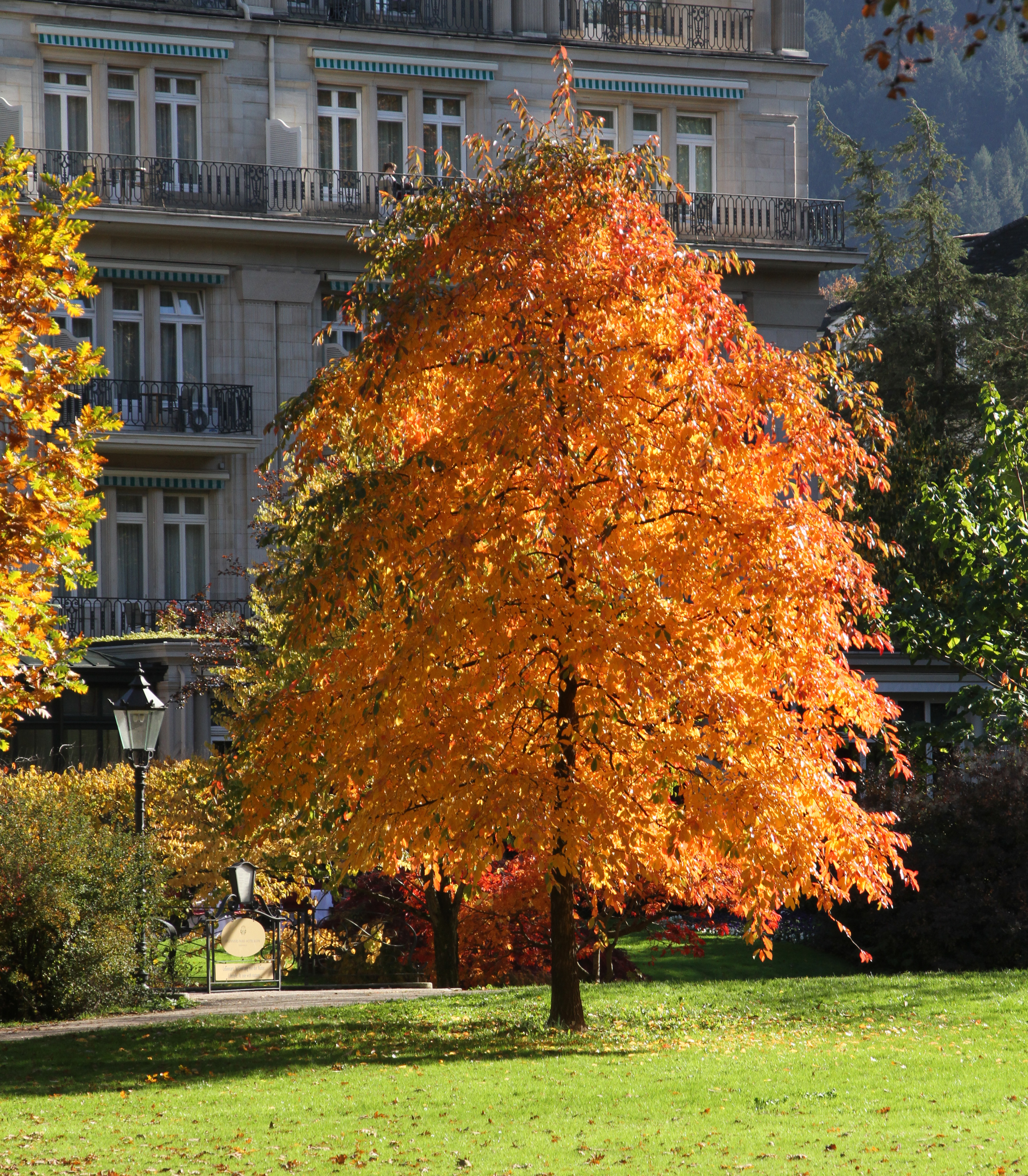
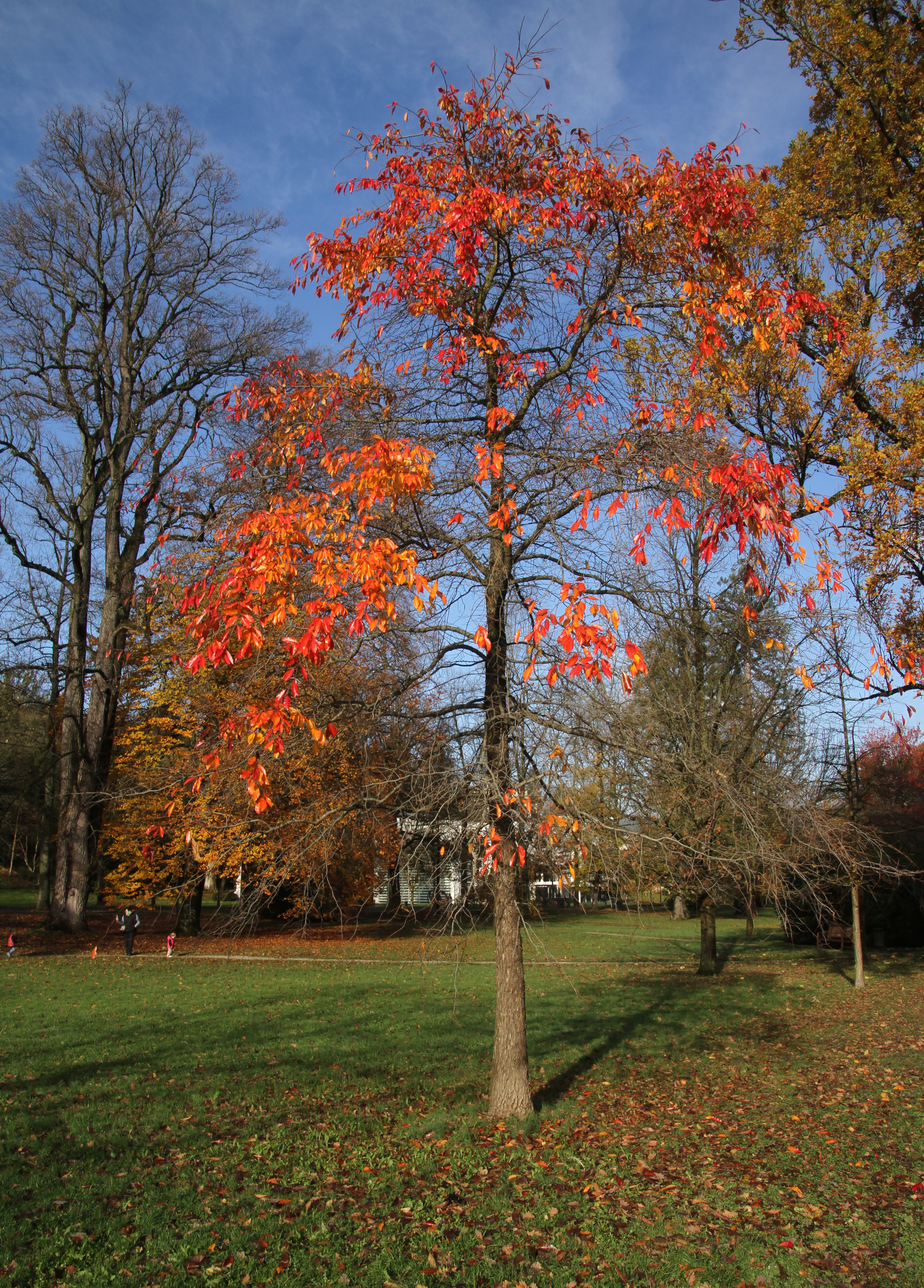
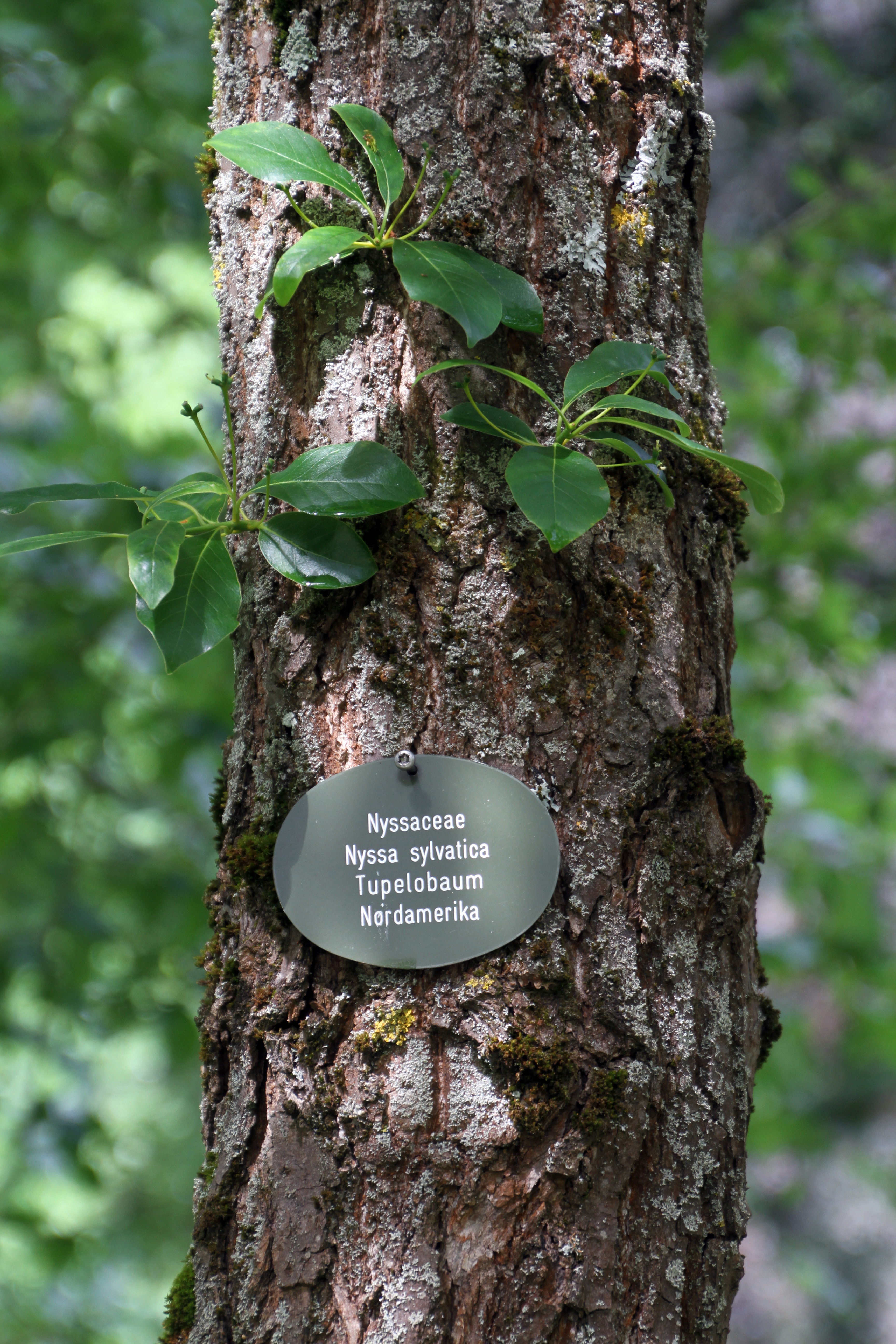
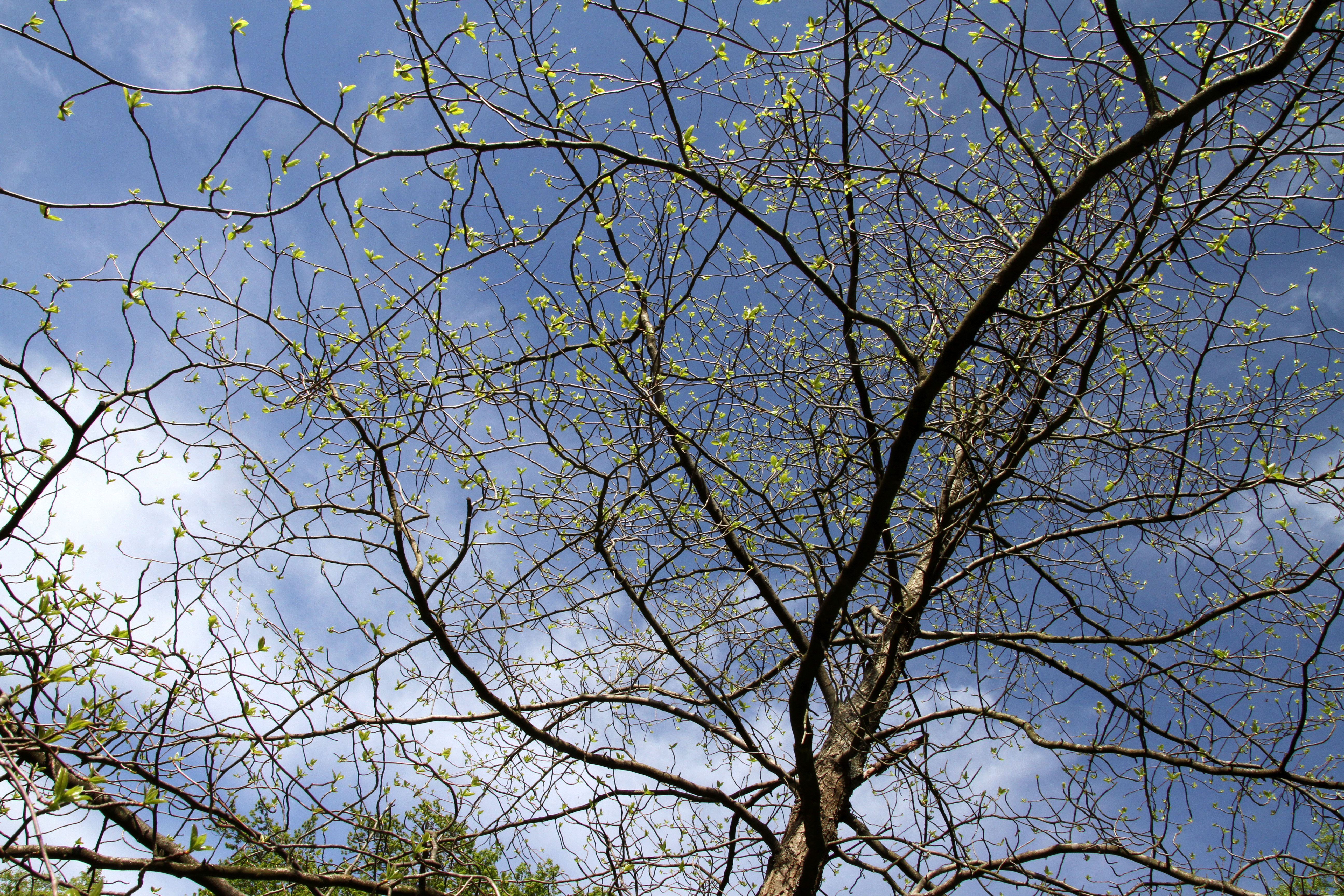
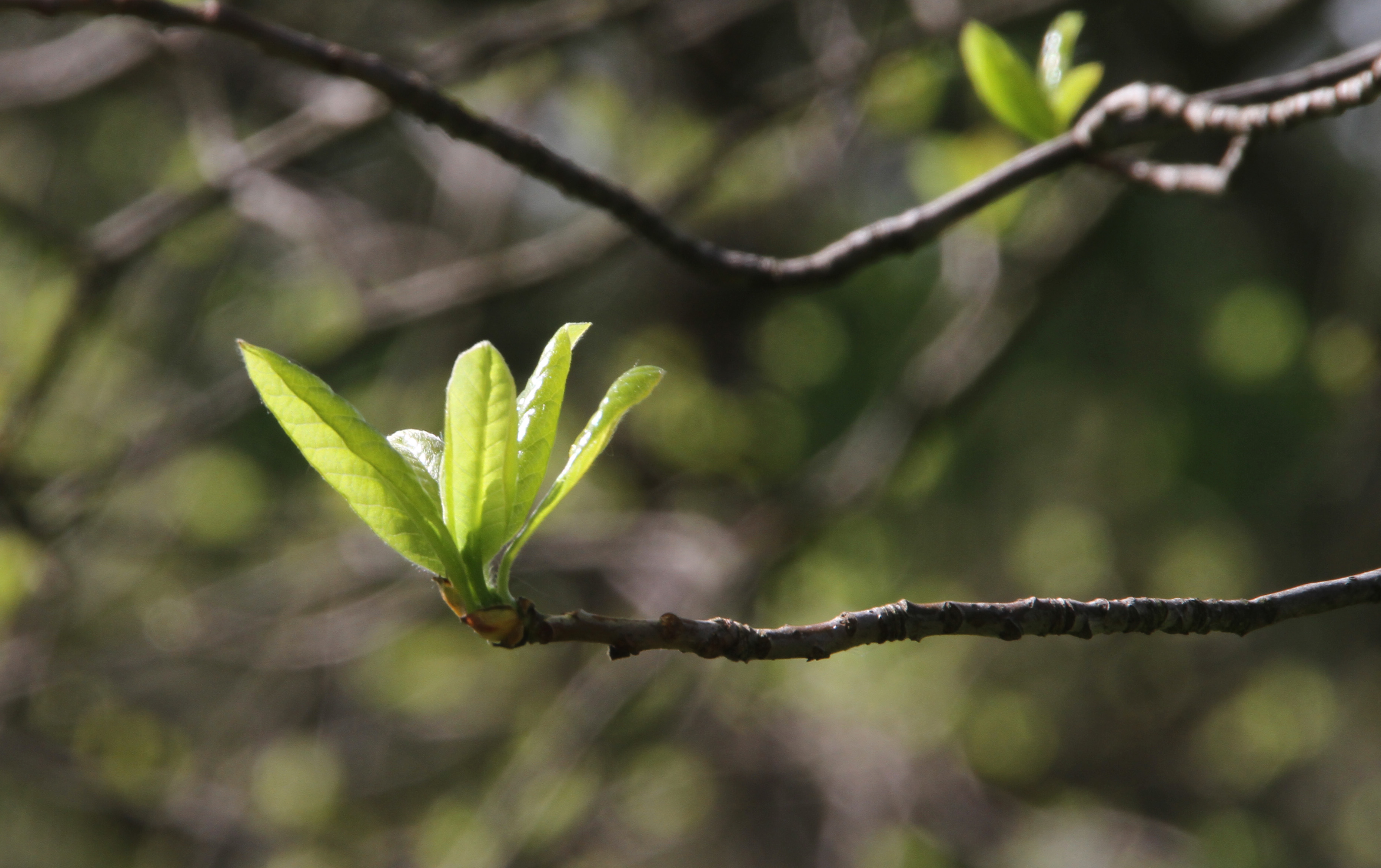
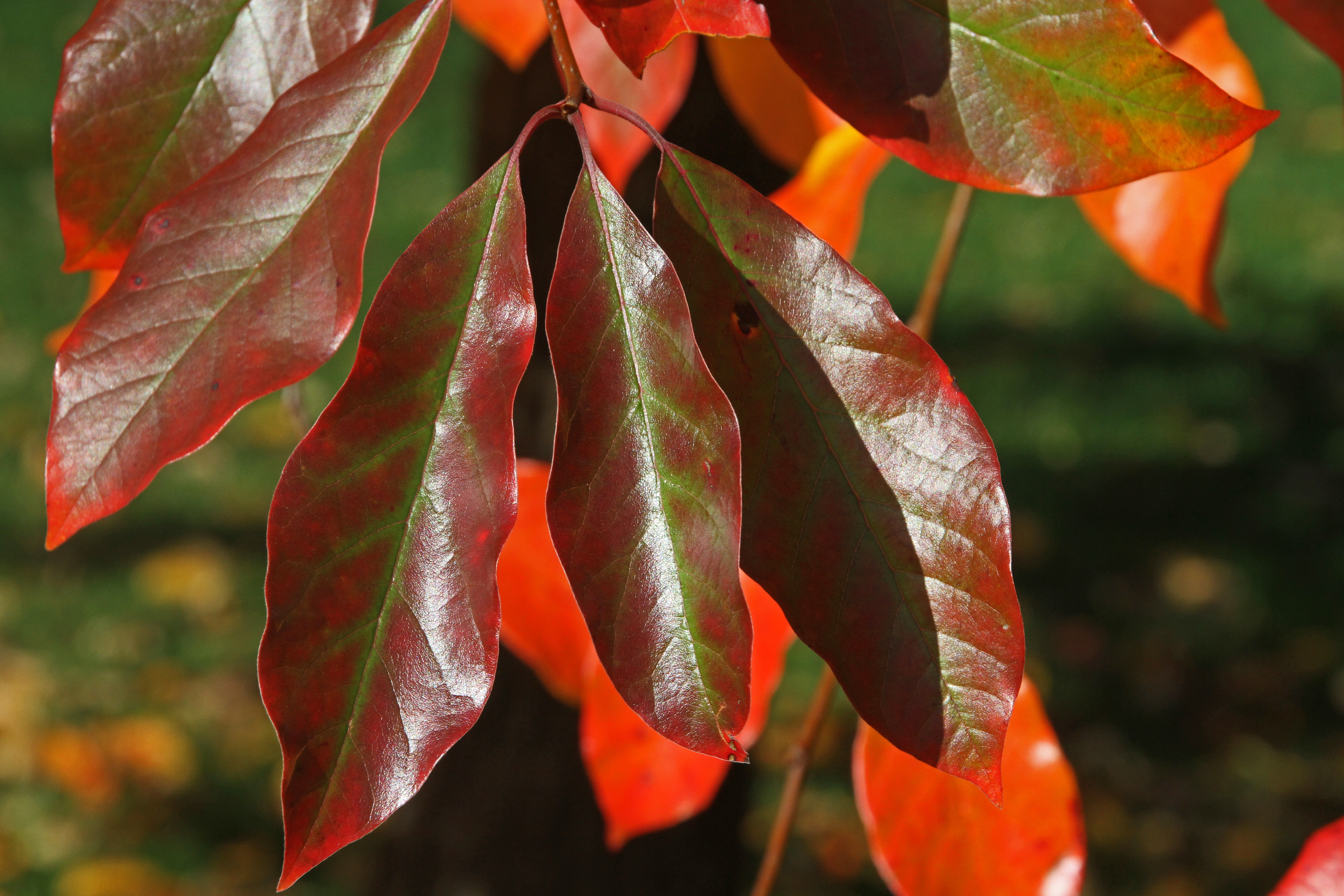
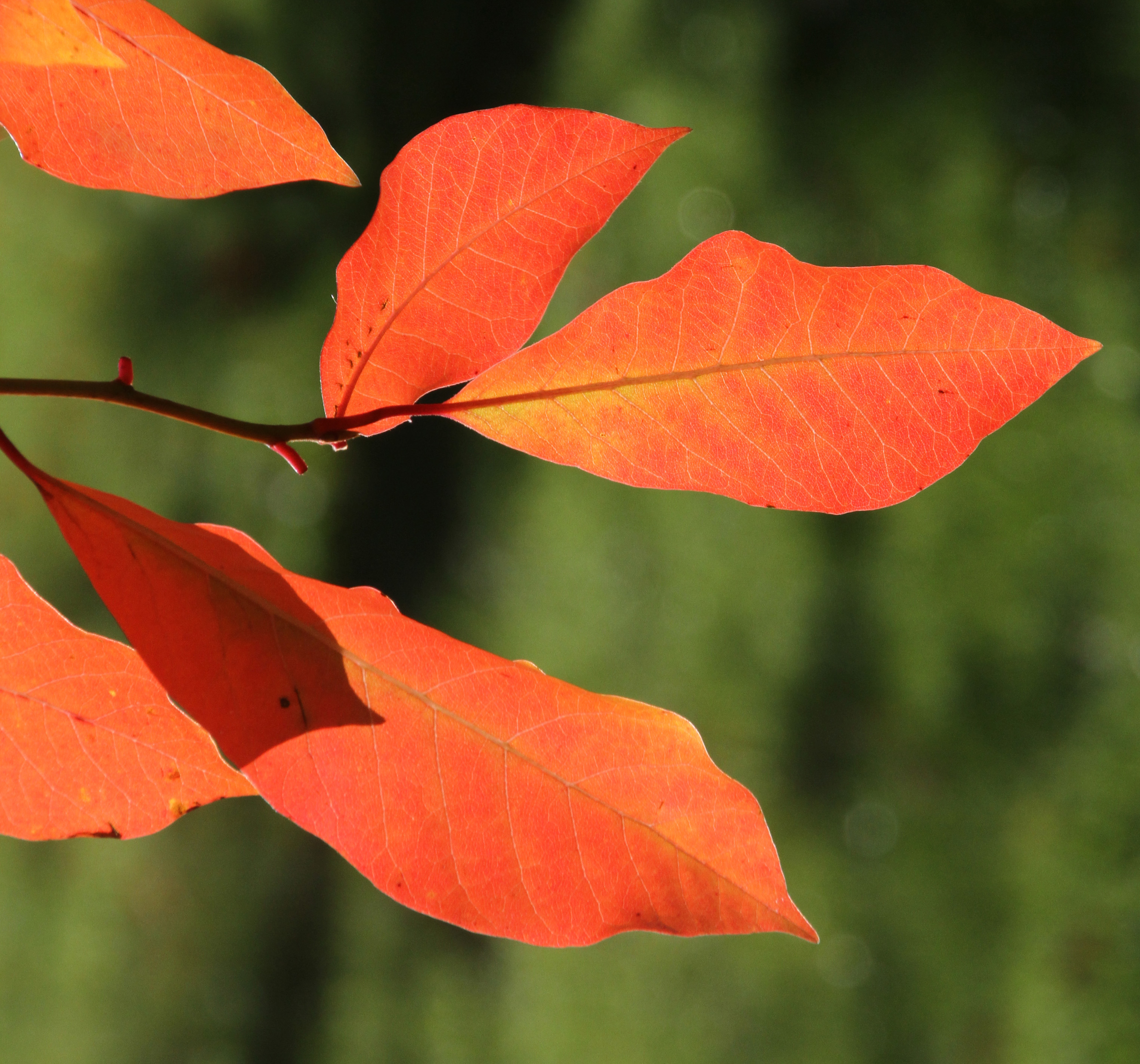